# Ankylopteryx punctata
Ankylopteryx punctata là một loài côn trùng trong họ Chrysopidae thuộc bộ Neuroptera. Loài này được Hagen miêu tả năm 1858.